# Jan Spitziar

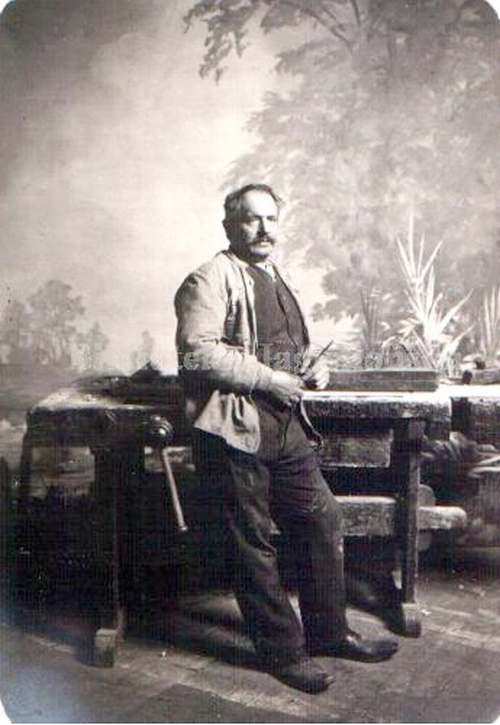
Jan Spitziar w teatralnej pracowni w Teatrze im. Juliusza Słowackiego w Krakowie, fot. Wacław Szymborski, 1911

Jan Spitziar (ur. 13 sierpnia 1855 we Lwowie, zm. 19 września 1915 w Krakowie) – polski artysta plastyk, dekorator i maszynista teatralny.

## Życiorys
Jego rodzina wywodziła się ze szwedzkich osadników. W latach 1875–8 i 1880–1 studiował w Szkole Sztuk Pięknych w Krakowie, był uczniem Jana Matejki. Swoje prace wystawiał w Towarzystwie Przyjaciół Sztuk Pięknych w Krakowie; w 1877 roku otrzymał drugą nagrodę za wykreślenie perspektywy. Następnie kształcił się w Wiedniu w kierunku dekoracji teatralnej, potem w Monachium, w Poznaniu i w Warszawie w malarni Warszawskich Teatrów Rządowych jako malarz dekoracji i maszynista sceny pod kierunkiem Stanisława Jasieńskiego. Od 1893 roku pracował jako dekorator w nowym Teatrze Miejskim w Krakowie. W 1901 roku opublikował w „Świecie Teatralnym” artykuł Tarcza i scena obrotowa w teatrach; współpracował z Kołem Miłośników Dramatu Klasycznego działającego przy Uniwersytecie Jagiellońskim. Zmarł 19 września 1915 roku w Krakowie; został pochowany na cmentarzu Rakowickim.

## Twórczość artystyczna
Spitziar malował dekoracje często wzorując się na autentycznych budowlach zabytkowych (np. Sukiennic czy Ratusza w Krakowie); był świetnym perspektywistą, ale nie kolorystą, preferował barwy ciemne. Współpracował ze Stanisławem Wyspiańskim; wykonywał projekty dekoracji Wyspiańskiego do jego dramatów wystawianych w teatrze krakowskim: Warszawianki (1898), Wesela (1901), Wyzwolenia, Bolesława Śmiałego (1903), Protesilasa i Laodamii (1904).